# Sobota w Bytkowie
Sobota w Bytkowie – śląska telenowela i program regionalny nadawany w latach 1993–1999 w Telewizji Katowice. W najlepszych miesiącach serial ten oglądały 4 miliony widzów. Nakręcono około 70 odcinków.

## Obsada
- Bernard Krawczyk − Franciszek Pytlok
- Lidia Bienias − Trudka Pytlokowa
- Wojciech Leśniak − Antek Pytlok (syn)
- Andrzej Dopierała − Józik Pytlok (syn)
- Izolda Czmok-Nowak − Małgola Żymlanka (narzeczona Józika)
- Eugeniusz Stoll − Zefel Żymła
- Maria Pańczyk-Pozdziej − Maryjka Żymłowa (żona Zefla)

- Waldemar Patlewicz − reżyser
- Maria Pańczyk-Pozdziej − scenariusz
- Adam Daszewski − scenarzysta

W programie od początku występował zespół Antyki, występowali także członkowie kabaretu Rak.
W filmie wykorzystano autentyczne wnętrza mieszkań. Rodzina Żymłów mieszkała w prawdziwym mieszkaniu Eugeniusza Stolla. Antek rezydował w Katowicach, w budynku przy ul. Marii Curie-Skłodowskiej, a jego rodzice w wynajętej willi nieopodal dworca w Ligocie.